# انیکو اسنی
انیکو اسنی (مجاری: Enikő Eszenyi؛ زادهٔ ۱۱ ژانویهٔ ۱۹۶۱) هنرپیشه و کارگردان تئاتر اهل مجارستان است.
از فیلم‌هایی که وی در آن نقش داشته‌است، می‌توان به کنترل اشاره کرد.